# Magdalena (kommun i Jalisco)
Magdalena är en kommun i Mexiko.   Den ligger i delstaten Jalisco, i den centrala delen av landet, 500 km väster om huvudstaden Mexico City. Antalet invånare är 28 537. Arean är 445 kvadratkilometer.
Terrängen i Magdalena är huvudsakligen kuperad, men österut är den bergig.